# 名護市立名護中学校
名護市立名護中学校（なごしりつ なごちゅうがっこう）は、沖縄県名護市大西二丁目にある市立中学校。

## 通学区域
名護小学校、大宮小学校(大南四丁目7～11番、字宮里、字為又、字宇茂佐1700～1710番地を除く。)、大北小学校(大西、大北一～三丁目、四丁目1番、4番、16～18番、19番　7～37号、20番、22番1～2号、五丁目1～10番、字名護4980～5252番地)